# Caracat

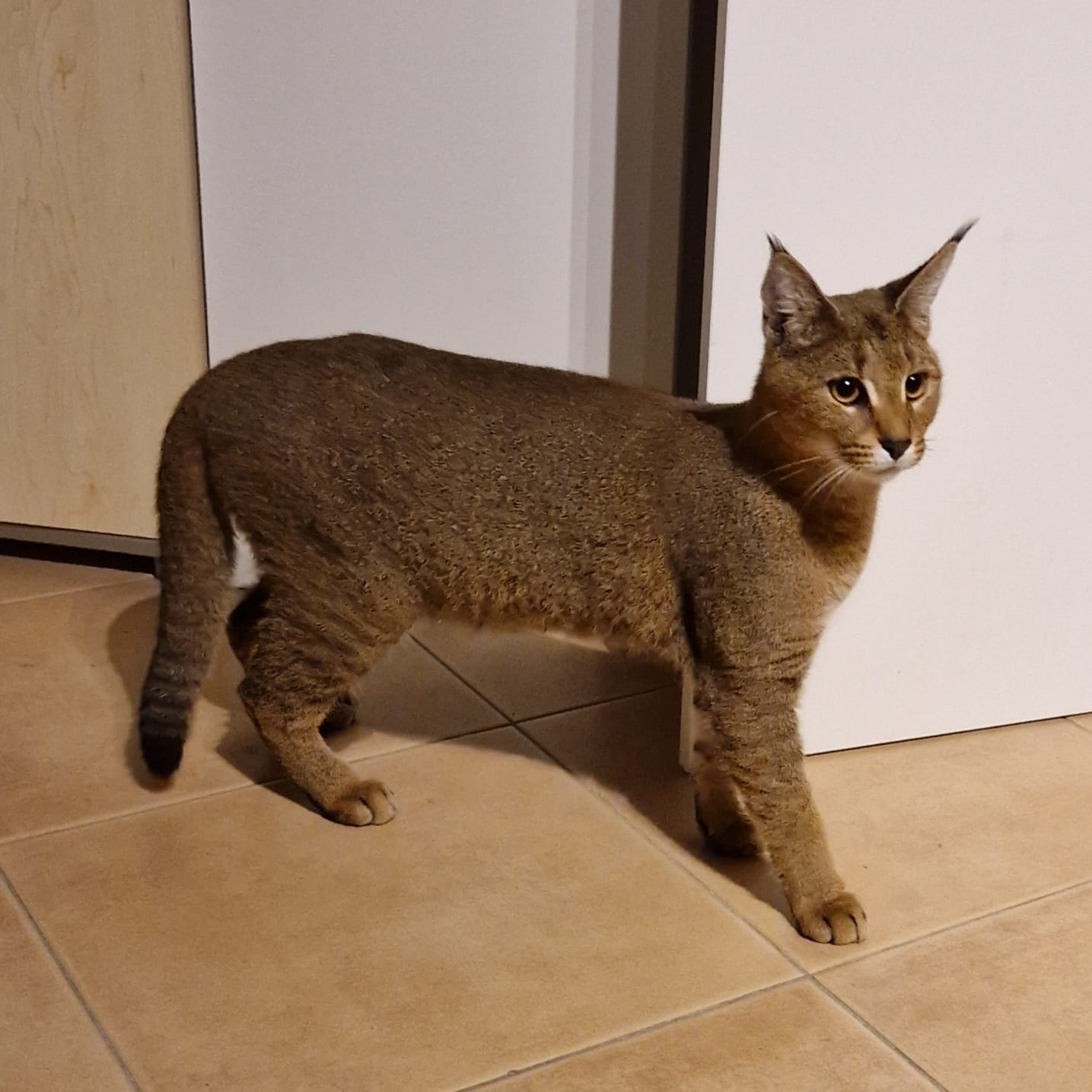
Caracat-Katze

Die Caracat ist eine nicht anerkannte Katzenrasse, die aus einer Kreuzung von Hauskatze und Karakal entstand.

## Geschichte
Im Jahr 1998 drang eine Hauskatze in das Gehege eines Karakals im Moskauer Zoo ein. Es kam zur Paarung und der Geburt der ersten Caracats. Im Laufe der Zeit wurde eine beträchtliche Anzahl von Versuchen unternommen, eine Hybridkatze zu schaffen. Es gelang der Felinologin Irina Sergejewna Nasarowa am 4. Juli 2014 in Russland in der Stadt Iwanowo eine stabile Population gesunder Caracats zu züchten. Im Laufe der Zeit stieg die Population auf mehr als 50 Caracats und somit wurde das Fundament für die weitere Zucht gelegt.

## Haltung
Bis einschließlich zur F4-Generation stehen die Hybridkatzen unter dem Artenschutzrecht und gelten als Wildtiere. Durch das ihnen eigene Wildtierverhalten neigen die Katzen zu Verhaltensauffälligkeiten.

## Körperliche Merkmale
- Kopf: leicht keilförmig, hohe Wangenknochen, kräftiges Kinn
- Augen: groß und walnussförmig
- Ohren: breit im Ansatz, groß, spitz zulaufend mit Pinseln an den Ohrspitzen
- Körper: großer, rechteckiger, breiter Körper mit voller Brust
- Fell: dicht und kurzhaarig
- Farbschläge: Braun, Schoko und Grau
- Schwanz: dreiviertellang
- Gewicht: 8–15 kg.

## Erkrankungen
Die Hybridkatzen bedürfen einer speziellen Ernährung, weil sie ihre Nahrung nicht richtig verdauen könnten. Zu den häufigsten Erkrankungen gehören entzündliche Darmerkrankungen.

## Rechtliche Lage in Österreich
Nach einem Bericht des ORF über einen russisch-ukrainischen Doppelstaatsbürger, der im Verdacht steht verfälschte Geldscheine in Umlauf gebracht zu haben, ist die Einfuhr und das Halten einer Caracat in Österreich verboten. (Stand Mai 2024) In Russland kostet so ein Tier etwa 15.000 € und vermittelt hohes Prestige.